# Nikon D5300
La Nikon D5300 è una fotocamera reflex digitale della Nikon, presentata nel 2013, e affianca la precedente D5200.
La D5300 è una fotocamera con sensore CMOS in formato DX da 24,1 MP senza filtro low-pass. È dotata di un display LCD ad alta risoluzione ruotabile con circa 921000 punti di risoluzione. Ha una elevata sensibilità ISO 100-12800 in step di 1/3 EV. Può anche essere impostata su circa 0,3, 0,7 o 1 EV (equivalente a ISO 25600) al di sopra di ISO 12800, è disponibile il controllo automatico ISO. È possibile registrare video in Full HD. Con 39 punti AF (di cui 9 a croce) si ha una maggiore precisione.